# インドジャボク
インドジャボク（印度蛇木、学名Rauvolfia serpentina）とは、キョウチクトウ科の植物の一種。別名は、ラウオルフィア。

## 概要
インド周辺に自生し、根の形がヘビのようであるからインドジャボクという。また、ヘビの咬傷に用いるからという説もある。花色は白または薄いピンクなど。
根にレセルピン(reserpine)という降圧作用、鎮静作用のある成分と、アジュマリンという抗不整脈作用がある成分が含まれており、これらは医薬品として使われる。
インドではインドジャボクの根を民間薬としてヘビの咬傷、精神病などに使う。レセルピンは副作用の問題があるとはいえ抗精神病作用があると認められており、民間薬として利用されてきたのには根拠があったことになる。一方、伝統的な漢方方剤では、まず使わない。

## Status
本種はワシントン条約の附属書IIに指定されている。

## ギャラリー
インドジャボク（2024年12月 夢の島熱帯植物館）
- 枝と葉
- 果実
- 曲がる根の様子